# Sloppy Joe's
Le Sloppy Joe's est un bar situé à Key West, en Floride.
Fondé en 1933, il est notamment lié à l'écrivain américain Ernest Hemingway qui y était un client régulier. Le nom est une référence au Sloppy Joe's Bar (en) de La Havane.
Le bar a déménagé de quelques numéros ; l'emplacement d'origine étant désormais occupé par Captain Tony's Saloon (en).
Il est inscrit au Registre national des lieux historiques depuis 2006.